# Carlos Castelo Branco
Carlos Castelo Branco (Teresina, 25 de junho de 1920 — Rio de Janeiro, 1 de junho de 1993) foi um jornalista e escritor brasileiro. Foi membro da Academia Brasileira de Letras e da Academia Piauiense de Letras. A coluna que manteve por décadas no Jornal do Brasil é um marco do jornalismo político. Seu acervo encontra-se no Arquivo-Museu de Literatura Brasileira da Fundação Casa de Rui Barbosa.

## Biografia
Castelinho, como era chamado, formou-se em direito em Minas Gerais (1943), mas toda sua vida foi dedicada ao jornalismo. Começou nos Diários Associados em 1939 e, depois de exercer cargos de chefia, resolveu dedicar-se à reportagem política, inicialmente no O Jornal (1949), depois no Diário Carioca e, a seguir, na revista O Cruzeiro. Iniciou-se na literatura com Continhos Brasileiros (1952).
Foi secretário de Imprensa no curto governo de Jânio Quadros (1961). Com a renúncia de Jânio, assumiu a chefia da sucursal do Jornal do Brasil, em Brasília (1962 a 1972). Ali nascia a Coluna do Castello, lida, apreciada e temida pelos políticos, pois escrita por um profundo conhecedor dos bastidores do poder e um intérprete arguto da realidade política. Manteve esta coluna até o fim de sua vida.
Convidado pelos jornalistas Armando Rollemberg, Hélio Doyle e Carlos Marchi, aceita ser candidato a presidente do Sindicato dos Jornalistas do Distrito Federal, então dominado por um grupo simpático ao regime militar. Sua chapa derrotou a encabeçada por Arnaldo Ramos, que concorria à reeleição (1976).
Na direção do sindicato, Castelo enfrentava constantemente os militares, mas o fez com diplomacia, procurando não criar atritos. Dessa forma, conseguiu contornar até uma ameaça de intervenção, que ocorreria caso realizasse uma reunião da Intersindical (precursora das centrais sindicais)  na sede do sindicato. Castelo despistou a polícia ao transferir a reunião para um clube. 
Após o Ato Institucional Número Cinco, não escapou da prisão e de prestar depoimentos no DOPS. Mas, mesmo com todos esses percalços, cumpriu seu mandato até o fim, em 1981. Em sua homenagem, o auditório do sindicato leva seu nome.
Por sua luta pela liberdade de imprensa, ganhou vários prêmios internacionais, como o Maria Moors Cabot, da Universidade americana de Columbia e o Prêmio Mergenthaler, bem como o Premio Nereu Ramos da Universidade de Santa Catarina.
Membro da Academia Piauiense de Letras, do Pen Clube do Brasil e da Associação Nacional de Escritores. 
Foi casado durante 44 anos com Élvia Lordello Castelo Branco, ministra do Tribunal de Contas da União, teve três filhos, Rodrigo, Luciana e Pedro. Rodrigo morreu prematuramente aos 25 anos de idade e Pedro também já faleceu.
Com problemas de saúde, que começaram a se agravar a partir de 1986, Castelo faleceu em 1993.

## Academia Brasileira de Letras
Foi eleito para a cadeira 34 da Academia Brasileira de Letras, em 1982.

## Galeria
Acervos sobre o escritor na Casa da Dona Carlotinha, em Teresina.

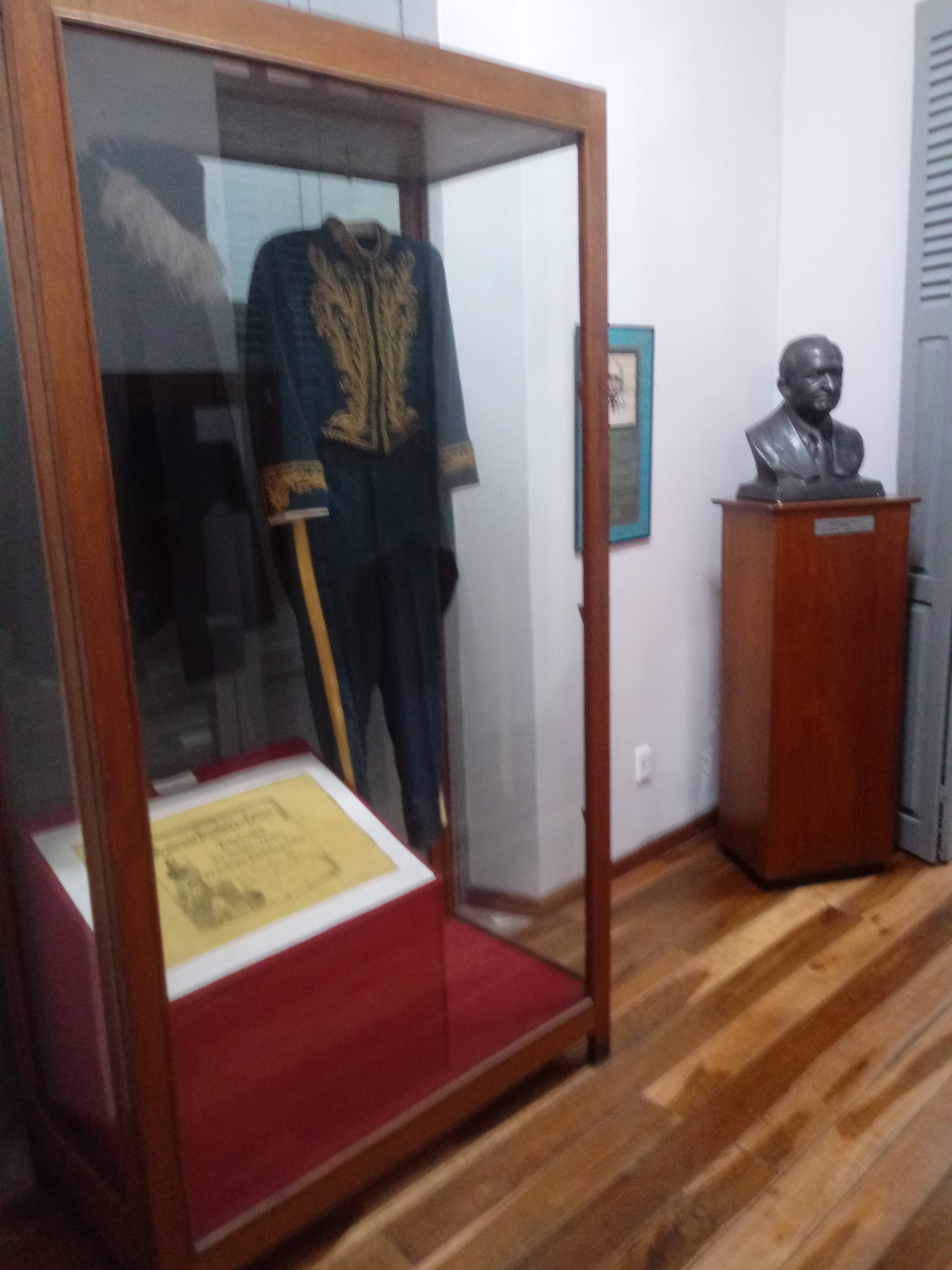
Uniforme clássico identitário da Academia Brasileira de Letras.
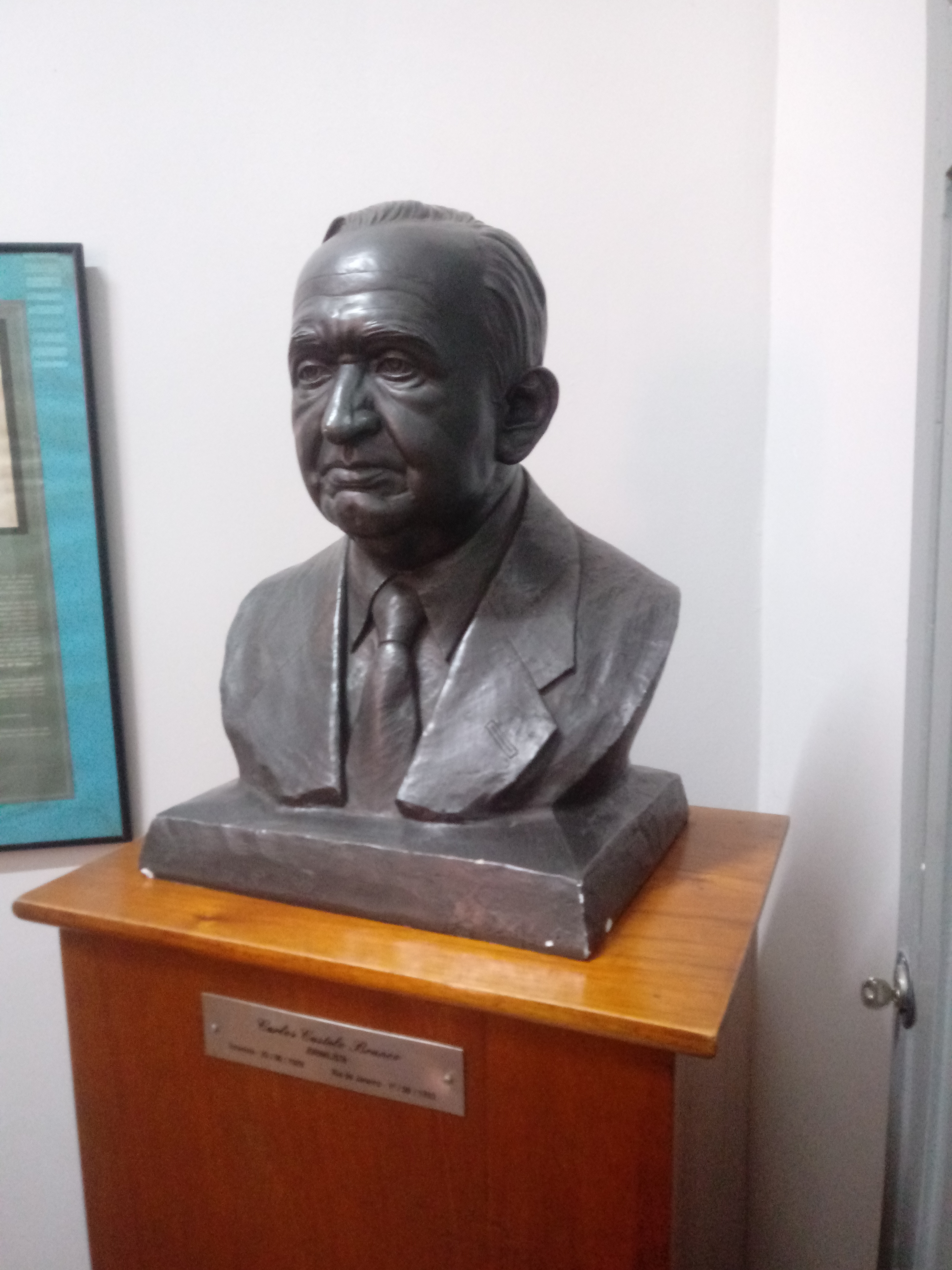
Busto.
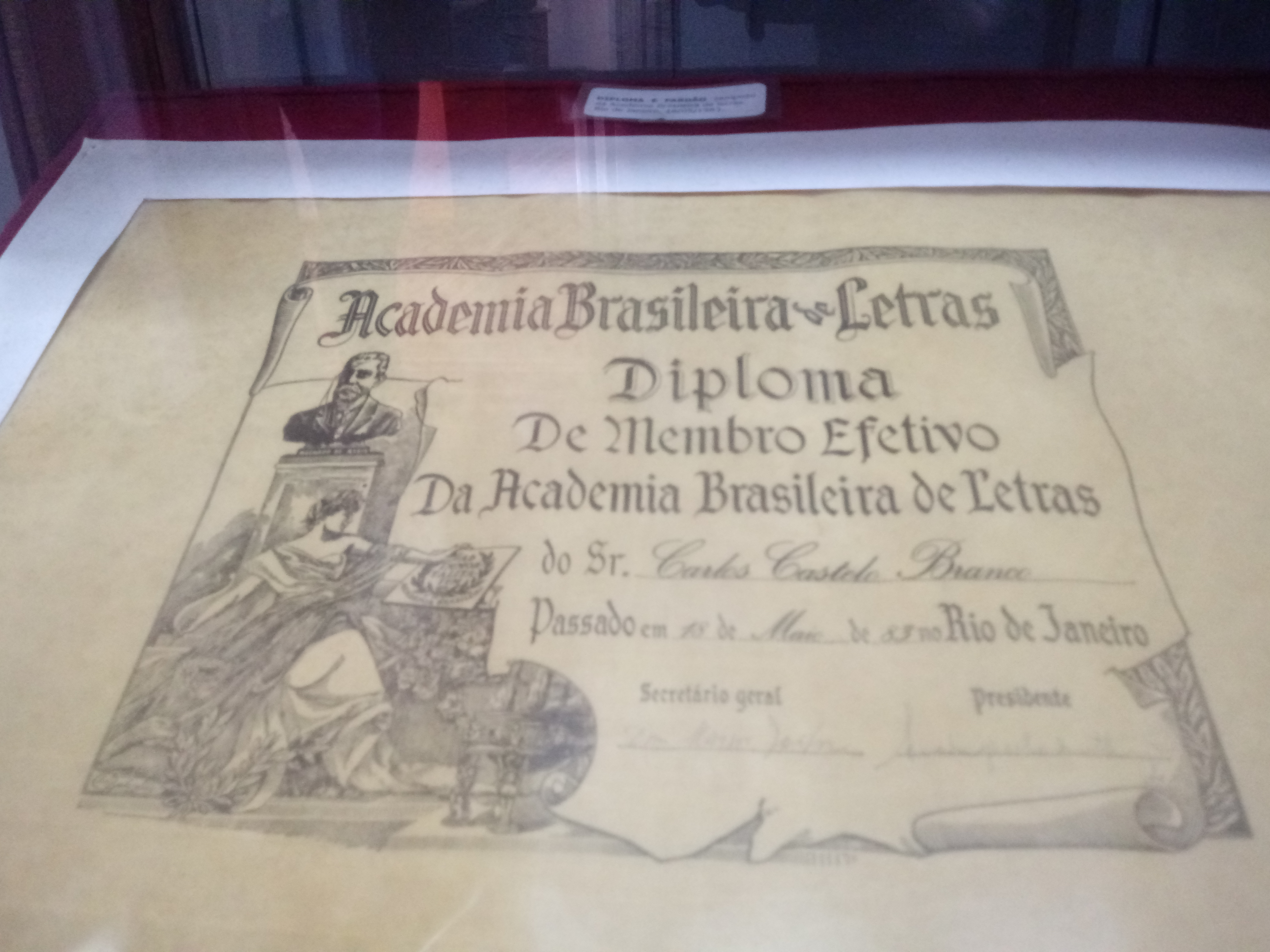
Diploma.